# The Humpty Dumpty Circus
Pour plus de détails, voir Fiche technique et Distribution.
The Humpty Dumpty Circus est un film muet américain réalisé par James Stuart Blackton et Albert E. Smith, sorti en 1898.

## Synopsis
À la sortie de l'école, des enfants marchent dans les rues pour se rendre jusqu'à la tente du « Humpty Dumpty Circus » et prennent place dans les gradins pour assister au spectacle. Les numéros habituellement interprétés par les artistes de cirque et les animaux vivants s'enchaînent interprétés cette fois par des petits jouets en bois qui reproduisent d'une manière tout à fait réaliste les acrobaties habituelles des artistes et des animaux. L'illusion est parfaite, et les scènes et les cascades, souvent très drôles, dont on pourrait avoir du mal à croire qu'elles ne sont pas interprétées par des êtres vivants, déclenchent les rires et les applaudissements des enfants.

## Fiche technique
- Titre : The Humpty Dumpty Circus
- Réalisation : James Stuart Blackton et Albert E. Smith
- Scénario :
- Photographie : F.A. Dobson
- Producteur :
- Société de production : Kalem Company, Vitagraph Company of America
- Langue : film muet avec les intertitres en anglais
- Format : Noir et blanc — 35 mm — 1,33:1 — Muet
- Genre : Comédie
- Durée : 4 minutes
- Dates de sortie : 
  -  États-Unis : 2 novembre 1898

## À noter
- Il s'agit du premier film, dans l'histoire du cinéma, utilisant la technique de l'animation en volume ou animation pas-à-pas — également désignée par le terme anglais « stop motion » — technique d'animation utilisant des objets réels, dotés de volume. Alors que les objets sont immobiles en eux-mêmes, cette technique permet de créer l'illusion qu'ils sont dotés d'un mouvement naturel. Différents types d'objets sont utilisés à cette fin : des figurines articulées, des maquettes articulées, du papier plié, de la pâte à modeler, etc.